# Liste der Kulturgüter in Risch
Die Liste der Kulturgüter in Risch enthält alle Objekte in der Gemeinde Risch im Kanton Zug, die gemäss der Haager Konvention zum Schutz von Kulturgut bei bewaffneten Konflikten, dem Bundesgesetz vom 20. Juni 2014 über den Schutz der Kulturgüter bei bewaffneten Konflikten sowie der Verordnung vom 29. Oktober 2014 über den Schutz der Kulturgüter bei bewaffneten Konflikten unter Schutz stehen.
Objekte der Kategorie A sind im Gemeindegebiet nicht ausgewiesen, Objekte der Kategorie B sind vollständig in der Liste enthalten, Objekte der Kategorie C fehlen zurzeit (Stand: 1. Januar 2023). Unter übrige Baudenkmäler sind zusätzliche Objekte zu finden, die gemäss Angaben des kantonalen Denkmalschutzes als geschützte Denkmäler eingestuft wurden und nicht bereits in der Liste der Kulturgüter enthalten sind.

## Kulturgüter
| Foto | | Objekt                                                                                            | Kat. | Typ | Standort                                      | Beschreibung |
| ---- | --- | ------------------------------------------------------------------------------------------------- | ---- | --- | --------------------------------------------- | ------------ |
| ja   | Datei hochladen · Wikidata zu Schloss Buonas (Schlossanlage mit Nebengebäuden und Parkanlage) (Q1262431)                                                      | Schloss Buonas (Schlossanlage mit Nebengebäuden und Parkanlage) KGS-Nr.: 07305                    | A    | G   | Buonas, Schloss Buonas 2-2.7 678273 / 221572  |              |
| BW   | Datei hochladen · Wikidata zu Aabach, Jungsteinzeitliche Seeufersiedlung (Q29931259)                                                                          | Aabach / Nord, jungsteinzeitliche Seeufersiedlung KGS-Nr.: 07296                                  | B    | F   | 677761 / 219500                               |              |
| ja   | Datei hochladen · Wikidata zu Bauernhaus Breitfeld (Q29931288)                                                                                                | Bauernhaus Breitfeld KGS-Nr.: 07297                                                               | B    | G   | Rotkreuz, Breitfeld 2 676399 / 220703         |              |
| BW   | Datei hochladen · Wikidata zu Buonas, Jungsteinzeitliche und mittelalterliche Seeufersiedlungen, Gartenweg 42 u. 44 (mittelalterliche Fundstelle) (Q29931316) | Buonas, jungsteinzeitliche und mittelalterliche Seeufersiedlungen KGS-Nr.: 07298                  | B    | F   | 677350 / 222219                               |              |
| ja   | Datei hochladen · Wikidata zu Kapelle St. German (Q29931342)                                                                                                  | Kapelle St. German KGS-Nr.: 07299                                                                 | B    | G   | Buonas, St. Germanstrasse 3.2 677240 / 221622 |              |
| BW   | Datei hochladen · Wikidata zu Chilchberg, Steinreihen (Q29931366)                                                                                             | Chilchberg, Steinreihen unbekannter Zeitstellung KGS-Nr.: 07300                                   | B    | F   | 677440 / 220825                               |              |
| ja   | Datei hochladen · Wikidata zu Haus Seehof mit Käserei (Q29931390)                                                                                             | Haus Seehof mit Käserei KGS-Nr.: 07301                                                            | B    | G   | Buonas, Seehof 1, 2 677145 / 221937           |              |
| ja   | Datei hochladen · Wikidata zu Katholische Kirche St. Verena mit Beinhaus und Pfarrhaus (Q29931400)                                                            | Katholische Pfarrkirche St. Verena mit Beinhaus und Pfarrhaus KGS-Nr.: 07302                      | B    | G   | Rischerstrasse 23.2 677998 / 220844           |              |
| BW   | Datei hochladen · Wikidata zu Oberer Freudenberg, Bronzezeitliche Siedlungsplätze; römischer Guts- und Friedhof (Q29931403)                                   | Oberer Freudenberg, bronzezeitliche Siedlungsplätze / römischer Guts- und Friedhof KGS-Nr.: 07303 | B    | F   | 676501 / 222500                               |              |
| ja   | Datei hochladen · Wikidata zu Restaurant Wildenmann (Q29931404)                                                                                               | Restaurant Wildenmann mit ehemaliger Käserei und Seebad KGS-Nr.: 07304                            | B    | G   | Buonas, St. Germanstrasse 1 677216 / 221752   |              |
| BW   | Datei hochladen · Wikidata zu Schwarzenbach, Jungsteinzeitliche Seeufersiedlungen (Q29931405)                                                                 | Schwarzbach, jungsteinzeitliche Seeufersiedlungen KGS-Nr.: 07306                                  | B    | F   | 677340 / 223390                               |              |
| ja   | Datei hochladen · Wikidata zu Schloss Freudenberg (Q1631229)                                                                                                  | Schloss Freudenberg KGS-Nr.: 07307                                                                | B    | G   | Rotkreuz, Unterfreudenberg 677130 / 223097    |              |
| BW   | Datei hochladen · Wikidata zu Zwijeren, Jungsteinzeitliche Seeufersiedlung (Q29931407)                                                                        | Zweieren, jungsteinzeitliche Seeufersiedlung KGS-Nr.: 07309                                       | B    | F   | 677401 / 222550                               |              |

## Übrige Baudenkmäler
| ID   | Foto |                                                                                                | Objekt                                              | Typ | Standort                                            | Beschreibung |
| ---- | ---- | ---------------------------------------------------------------------------------------------- | --------------------------------------------------- | --- | --------------------------------------------------- | ------------ |
| 4a   | ja   | Datei hochladen                                                                                | Pächterhaus                                         | G   | Risch, Rischerstrasse 20 677929 / 220918            |              |
| 94a  | ja   | Datei hochladen                                                                                | Kapelle St. Wendelin                                | G   | Holzhäusern, Holzhäusernstrasse 1.1 675921 / 223137 |              |
| 96c  | ja   | Datei hochladen                                                                                | Tisch und Bar Theater                               | G   | Holzhäusern, Holzhäusernstrasse 2 675934 / 223104   |              |
| 112a | ja   | Datei hochladen                                                                                | Jesuitenhof                                         | G   | Rotkreuz, Zweiern 6 677221 / 222692                 |              |
| 113a | ja   | Datei hochladen                                                                                | Wohnhaus                                            | G   | Rotkreuz, Zweiern 5 677217 / 222651                 |              |
| 118a | ja   | Datei hochladen                                                                                | Wohnhaus                                            | G   | Buonas, Dersbachstrasse 4 677168 / 221812           |              |
| 118c | BW   | Datei hochladen                                                                                | Feuerhaus / Holzschopf                              | G   | Buonas, Dersbachstrasse 4 677181 / 221794           |              |
| 119a | ja   | Datei hochladen                                                                                | Wohnhaus                                            | G   | Buonas, Dersbachstrasse 2 677164 / 221771           |              |
| 129g | ja   | Datei hochladen                                                                                | Oberes Pförtnerhaus                                 | G   | Buonas, Schloss Buonas 3 677924 / 221065            |              |
| 187a | ja   | Datei hochladen                                                                                | Kapelle                                             | G   | Rotkreuz, Berchtwil 6.1 674425 / 222336             |              |
| 221a | ja   | Datei hochladen · Wikidata zu Katholische Kirche Unsere Liebe Frau vom Rosenkranz (Q120752569) | Katholische Kirche Unsere Liebe Frau vom Rosenkranz | G   | Rotkreuz, Kirchweg 5.1 675182 / 221436              |              |
| 359  | ja   | Datei hochladen                                                                                | Bildstock St. Verena                                | K   | Risch, Rischerstrasse 677936 / 220971               |              |
| 393a | BW   | Datei hochladen                                                                                | Kapelle                                             | G   | Ibikon 675709 / 220641                              |              |
| 637  | ja   | Datei hochladen                                                                                | Kirchmauer und Friedhofsmauer                       | G   | Risch 678024 / 220844                               |              |
| 867a | BW   | Datei hochladen                                                                                | Clubhaus Golf                                       | G   | Rotkreuz, Katharinenhof 676143 / 222583             |              |

Legende: Siehe Legende der Liste der Kulturgüter von nationaler und regionaler Bedeutung. Anstelle der KGS-Nummer wird als Objekt-Identifikator (ID) die Versicherungsnummer des entsprechenden Objekts angegeben. Diese enthält einen Buchstaben am Ende. In wenigen Fällen stehen auch Nummern ohne Buchstaben; dann bezeichnen sie die Grundstücksnummer.

## Ehemalige Denkmäler
Das Gut Aabach gilt nicht mehr als schützenswertes Objekt.
| ID | Foto |                 | Objekt     | Typ | Standort                          | Beschreibung |
| -- | ---- | --------------- | ---------- | --- | --------------------------------- | ------------ |
|    | BW   | Datei hochladen | Gut Aabach | G   | Risch, Gut Aabach 677958 / 219238 |              |

Legende: Siehe Legende der Liste der Kulturgüter von nationaler und regionaler Bedeutung. Anstelle der KGS-Nummer wird als Objekt-Identifikator (ID) die Versicherungsnummer des entsprechenden Objekts angegeben. Diese enthält einen Buchstaben am Ende. In wenigen Fällen stehen auch Nummern ohne Buchstaben; dann bezeichnen sie die Grundstücksnummer.